# The Toxic Avenger (película de 2023)
The Toxic Avenger es una película de comedia de terror y superhéroes estadounidense de 2025 escrita y dirigida por Macon Blair. Es la quinta entrega de la serie de películas The Toxic Avenger. La película está producida por Lloyd Kaufman y Michael Herz, quienes también produjeron las películas anteriores de la serie. Está protagonizada por Peter Dinklage como el personaje principal, junto a Jacob Tremblay, Taylour Paige, Kevin Bacon, Sarah Niles, Julia Davis, Julian Kostov y Elijah Wood. La película se estrenó como película de apertura de Fantastic Fest el 21 de septiembre de 2023. Tendrá su estreno en los cines el 29 de agosto de 2025.

## Sinopsis
"Ambientada en un mundo de fantasía que sigue a Winston, un estereotipado debilucho que trabaja como conserje en el gimnasio Garb-X y se le diagnostica una enfermedad terminal que sólo puede curarse con un tratamiento costoso que su codicioso y hambriento empleador se niega a pagar. Después de decidir tomar el asunto en sus propias manos y robar a su empresa, Winston cae en un pozo de desechos tóxicos y se transforma en un monstruo deforme que se propone hacer el bien y vengarse de todas las personas que le han hecho daño.

## Reparto
- Peter Dinklage como Winston Gooze/The Toxic Avenger
- Jacob Tremblay como Wade
- Taylor Paige como JJ Doherty
- Kevin Bacon como Bob Garbinger[2]
- Sarah Niles como alcaldesa Togar[3]
- Julia Davis como Kissy Sturmevan
- Julian Kostov como Budd Berserk[3]
- Elijah Wood como Fritz Garbinger[2]
- David Yow como Guthrie Stockins[4]
- Macon Blair como Dennis[5]
- Jonny Coyne como Thad Barkabus[2]
- Jane Levy como representante de seguros alegre (voz)

## Producción

### Desarrollo
El 6 de abril de 2010 se anunció una nueva versión de The Toxic Avenger (1984). La adaptación, que se decía que apuntaba a un lanzamiento PG-13 "familiar" similar a la serie de televisión animada Toxic Crusaders, iba a ser coescrito y dirigido por Steve Pink.
El 12 de septiembre de 2016, Variety informó que Conrad Vernon dirigirá la película, con Guillermo del Toro de Double Dare You, Bob Cooper y Alex Schwartz de Storyscape Entertainment, y Akiva Goldsman y Greg Lessans de Weed Road Pictures como productores ejecutivos, mientras que Mike Arnold y Chris Poole se unieron para reescribir el guion de Pink y Daniel C. Mitchell.
El 10 de diciembre de 2018, se anunció que Legendary Pictures había ganado los derechos para reiniciar The Toxic Avenger, con los productores del original, Lloyd Kaufman y Michael Herz de Troma Entertainment, como productores. El 21 de marzo de 2019, se anunció que Macon Blair escribiría y dirigiría la próxima película. Durante una entrevista con el 11 de enero de 2021, Kaufman elogió a Blair y su guion diciendo:

Macon Blair conoce a Troma mejor que yo.  Ha visto todo.  Ha visto la caricatura [Toxic Crusaders], ha visto el especial de Halloween, ha visto todo.  Y le encantan nuestras películas... Leí el guion y es mejor que el original y se lo dejo a él.  Si me llaman, estaré feliz de participar. Aprendí en el musical a dejar lo creativo a lo creativo. Aprendí a dejar que pregunten, así que si me quieren, ahí estaré... Espero que Legendary siga adelante.  Si dejan que Macon Blair la dirija, creo que será fantástico.  Conoce el sentido del humor de Troma, la combinación del slapstick y la sátira con el tema medioambiental..

### Casting
El 13 de mayo de 2013, Arnold Schwarzenegger estaba en conversaciones para un papel en la película. Finalmente abandonó para trabajar en Terminator Génesis (2015). El 30 de noviembre de 2020 se anunció que Peter Dinklage protagonizaría la película. El 14 de abril de 2021, Jacob Tremblay y Taylour Paige se agregaron al elenco. El 11 de junio de 2021, Kevin Bacon, Julia Davis y Elijah Wood se unieron al elenco.

### Rodaje
La fotografía principal comenzó el 21 de junio de 2021 en Bulgaria y finalizó el 14 de agosto de 2021.

### Posproducción
En diciembre de 2021, Dinklage declaró que la película "no es una nueva versión". El 30 de enero de 2022, Blair confirmó que la película empleará efectos sangrientos prácticos y que la ambientación del período será un "un poco de ambos" en el pasado y el presente.

## Estreno
The Toxic Avenger se estrenó como película de apertura de Fantastic Fest el 21 de septiembre de 2023.